# Моральний ризик
Моральний ризик (англ. Moral hazard) — ризик, що виникає у сторін після укладення між ними угоди. Є наслідком того, що одна із сторін може змінити свою поведінку при виконанні умов угоди. 
Серед передумов, через які може виникнути моральний ризик, основною може бути асиметричність інформації (коли дві сторони мають різний рівень інформації по предмету їх взаємин). Ризик полягає у тому, що одна з сторін може отримати певну вигоду за рахунок іншої або завдати їй збиток. Все це може відбуватися у межах чинних домовленостей. Прикладом такого може бути, коли клієнт, що застрахував своє майно від пожежі, стане менше турбуватися про його пожежну безпеку.
Моральний ризик може бути у різних сферах взаємовідносин, але найчастіше у страховій діяльності, банківській справі,  менеджменті та інших.

## Історія виникнення поняття
Термін «моральний ризик» вперше зустрічається в страховій галузі, як наслідок поведінки страхувальника після підписання договору зі страховиком. Страхувальник починає діяти інакше після вступу в дію договору, адже він не понесе фінансових витрат, якщо відбудуться збитки. Для нього можуть виникнути додаткові стимули вести себе недбало після підписання контракту. Це приводить до того, що страхова компанія може понести додаткові збитки, розміри яких можуть бути неспіврозмірні зі страховими платежами. Для конкретизації даного морального ризику спричиненого недбалою поведінкою або постконтрактним опортунізмом, науковці ввели термін «moral hazard».

## Банківська справа
Моральний ризик може виникнути про страхуванні державою банківських депозитів. Власники застрахованих вкладів знають, що навіть якщо банк збанкрутує, то вони не матимуть збитків. Тому вони не вилучають свої вклади, навіть коли в них закрадається підозра, що банк занадто ризикує. Внаслідок того, що вкладники не впливають на політику банків із застрахованими депозитами, це може стимулювати банки до більш ризикованих операцій.

## Менеджмент
У підприємствах кожний працівник повинен виконувати певну роботу, яка обумовлена договором при прийомі на роботу. Ефективність роботи колективу залежить злагодженості роботи всіх членів. Член колективу отримує свою винагороду через розподіл отриманих вигод. Але ця винагорода є частиною від загального, а внесок конкретний. Якщо контроль за роботою працівників недостатній, то існує ризик, що нього може появитися стимул зниження зацікавленості в командних результатах, і перекласти частину своїх обов'язків на колектив. До цього розуміння почнуть усвідомлювати всі учасники колективу і це може зумовлювати ланцюгову реакцію з зниження продуктивності та результативності цілої команди.